# Анда
Анда је женско име, које потиче из грчког језика и значи „храбра“. Може бити и варијанта грчког имена Александра, онда имена на санскриту - Ананда или старогерманског Фернанда. Због тога значења имена могу бити: „бранитељка људи“, „потпуна срећа“, „смели пустолов“, „одважна“. Такође, ово је на енглеском варијанта имена Andrew и такође значи „храбра“.

## Занимљивост
Постоји насељено место Анда у Авганистану, али и више места у Европи, Америци и уопште свету, која садрже име Анда у свом називу.